# Атрані
Атрані (італ. Atrani) — муніципалітет в Італії, у регіоні Кампанія,  провінція Салерно.
Атрані розташоване на відстані близько 230 км на південний схід від Рима, 38 км на південний схід від Неаполя, 14 км на південний захід від Салерно.
Населення — 850 осіб (2014).
Щорічний фестиваль відбувається 22 липня. Покровитель — Santa Maria Maddalena.

## Демографія
Населення за роками:

Станом на 1 січня 2023 року в муніципалітеті офіційно проживало 40 іноземців з 12 країн, серед них 5 громадян країн Євросоюзу та 21 громадянин України.

## Сусідні муніципалітети
- Амальфі
- Равелло
- Скала